# Közönséges vadszőlő
A közönséges vadszőlő vagy kacsos vadszőlő (Parthenocissus vitacea) a szőlővirágúak (Vitales) rendjébe és a szőlőfélék (Vitaceae) családjába tartozó faj.

## Előfordulása
A közönséges vadszőlő eredeti előfordulási területe Észak- és Közép-Amerika, valamint a Karib-térség. Az Amerikai Egyesült Államokban (Alabama, Illinois, Kentucky, Tennessee és Vermont), Mexikóban, Guatemalában és Salvadorban őshonos. Feltehetően a 18. század végén, dísznövényként hozták be Európába és Ázsiába, ahol meghódította a következő országokat és térségeket: Albánia, Algéria, Ausztria, Colorado, az egykori Csehszlovákia, Görögország, Hollandia, Kazahsztán, Kína keleti fele, Koreai-félsziget, Nagy-Britannia és Németország. A 20. század elején Németországban és Ausztriában már általánosan elterjedt. Magyarországon az 1960-as években vadult ki a kertekből és mára az egész országban megtalálható inváziós faj; főleg a folyók árterein és ligeterdeiben gyakori. Manapság az afrikai Ruandában is jelen van.

## Megjelenése
Lombhullató, elfásult indás évelő kúszócserje, amely 20-30 méter hosszúra nő meg. A levele egy levélnyélből és öt levélkéből tevődik össze. Hajtásai fiatalon sima kérgűek, kopaszok, paraszemölcsösek, idős korban a kéreg felrepedezik rajtuk, de nem válik le. A hajtások három-ötágú, erősen kunkorodó kacsokkal kapaszkodnak a fatörzsekbe, falakba, sziklákba. A levél kortól és élőhelyminőségtől függően általában 3-20 centiméter átmérőjű, de néha 30 centiméter átmérőjű is lehet. A levélkék 5–12 centiméter hosszúak, 2-4,5 centiméter szélesek, durván fűrészes szélűek, hegyes csúcsúak. Nyár közepén virágzik. Az alig látszó, apró, nem feltűnő, kétivarú virágai bugavirágzatot alkotnak. A csésze alig felismerhető, a kis zöldessárga szirmok szétterülnek, a diszkusz összenő a kétrekeszű magház aljával, a bibeszál rövid és zömök. Bőven terem nektárt, ezért a rovarok szívesen látogatják. Virágai zöldesek és fürtökben lógnak. Az 5-7 milliméter átmérőjű termése liláskék színű, az ember számára mérgező, benne 3–4 mag található.

## Életciklusa
Észak-Amerikában az üde tölgyerdők fákra, cserjékre, sziklákra kapaszkodó liánnövénye. A félárnyékot kedveli, de egyéb tekintetben nagyon igénytelen, szinte  bármilyen talajtípuson megél. Elviseli a kitett, szeles vagy szennyezett élőhelyet, a városi környezetet és a kemény teleket.
Magvai kicsírázáshoz legalább hathetes hideghatásra van szükség. Bár a kifejlett növény ellenálló, a magoncok érzékenyek, nem bírják a vízborítást, könnyen elfagynak és gyakran megeszik őket a csigák. Igen gyorsan nő. Április második felében bontja ki leveleit, amelyek ősszel lángolóan vörösre színeződnek. Három-négyévesen fordul termőre, ezután minden évben rendszeresen hoz termést. Vegetatívan is szaporodik, hajtásai könnyen meggyökereznek.

## Jelentősége
Gyakran ültetett dísznövény, amely falakat, kerítéseket takar és ősszel látványosan vörösre színeződik. Bogyója mérgező, oxálsavat tartalmaz, amely nagyobb mennyiségben fogyasztva vesekárosodást okoz, bár a komoly mérgezés esélye rossz íze miatt csekély. A bogyó leve irritálhatja a bőrt.

## Képek

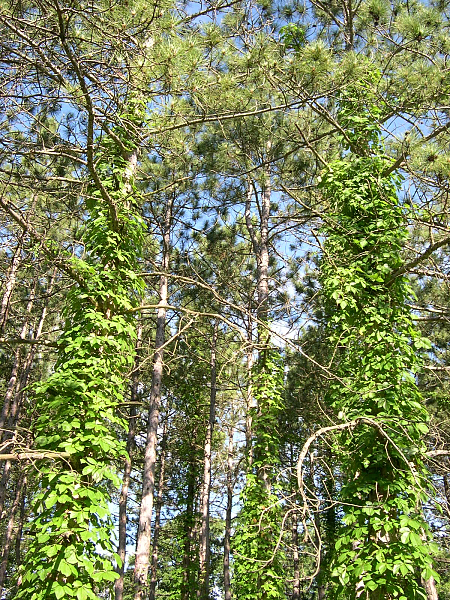
A növény
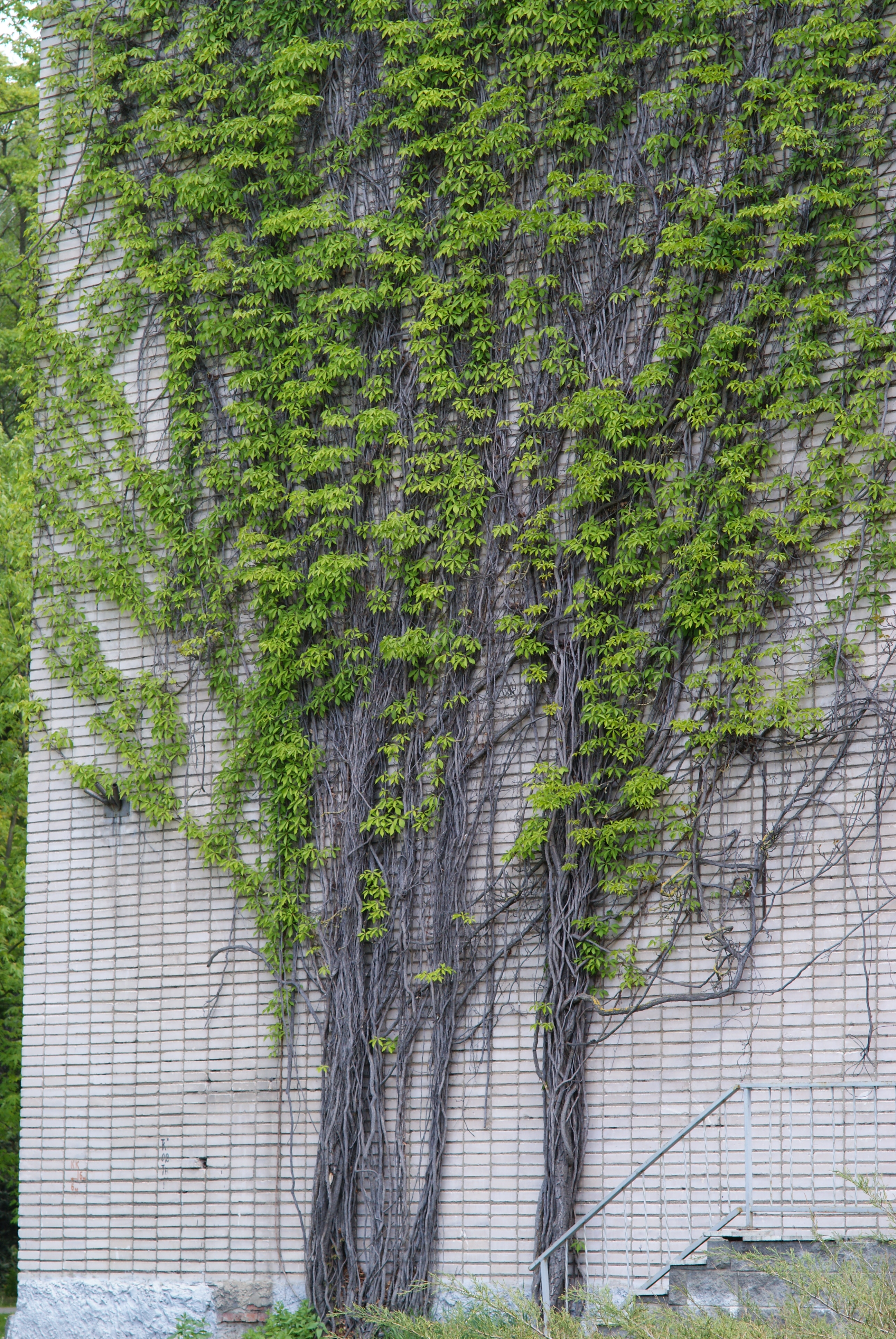
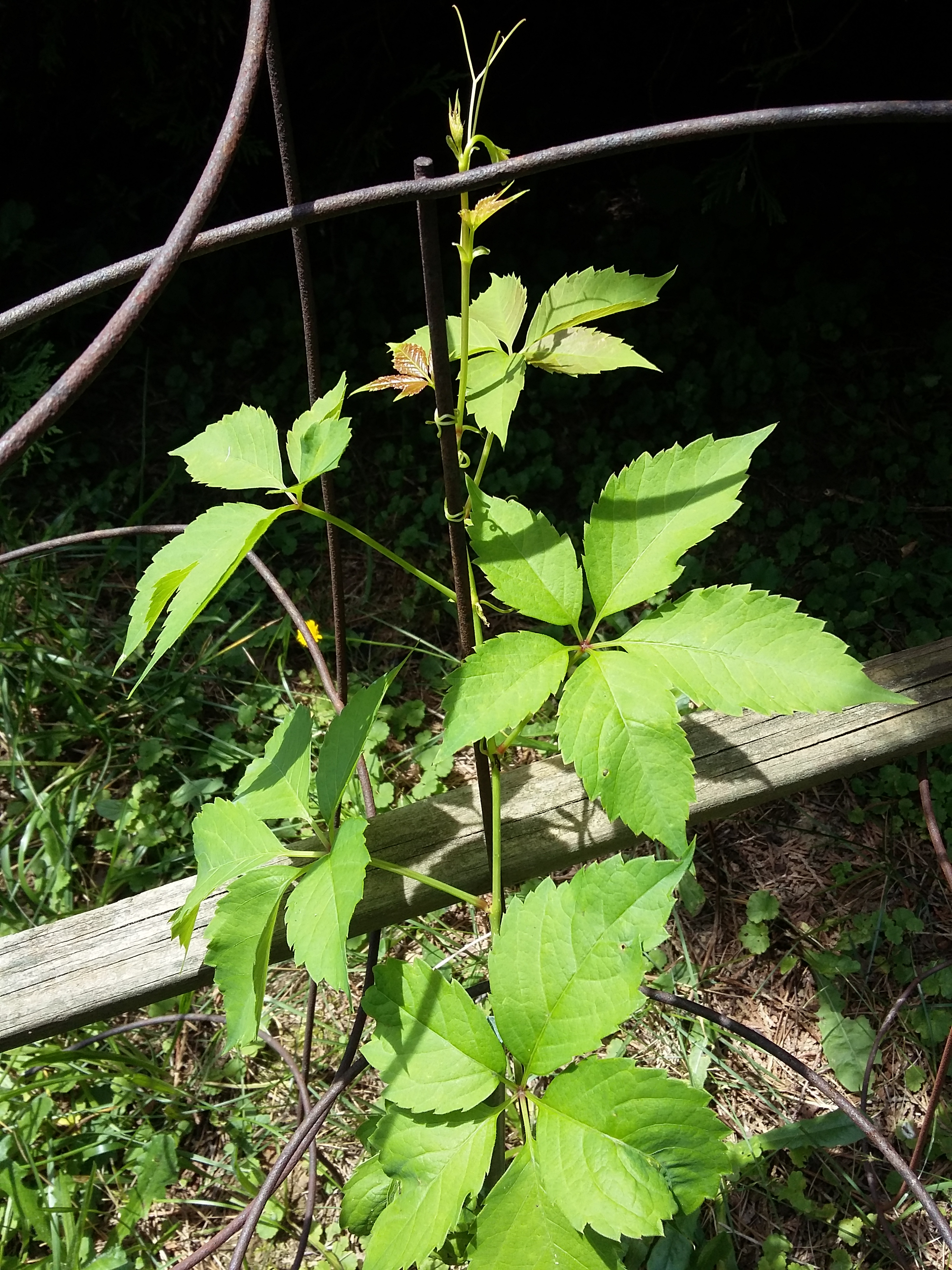
Fiatal hajtása
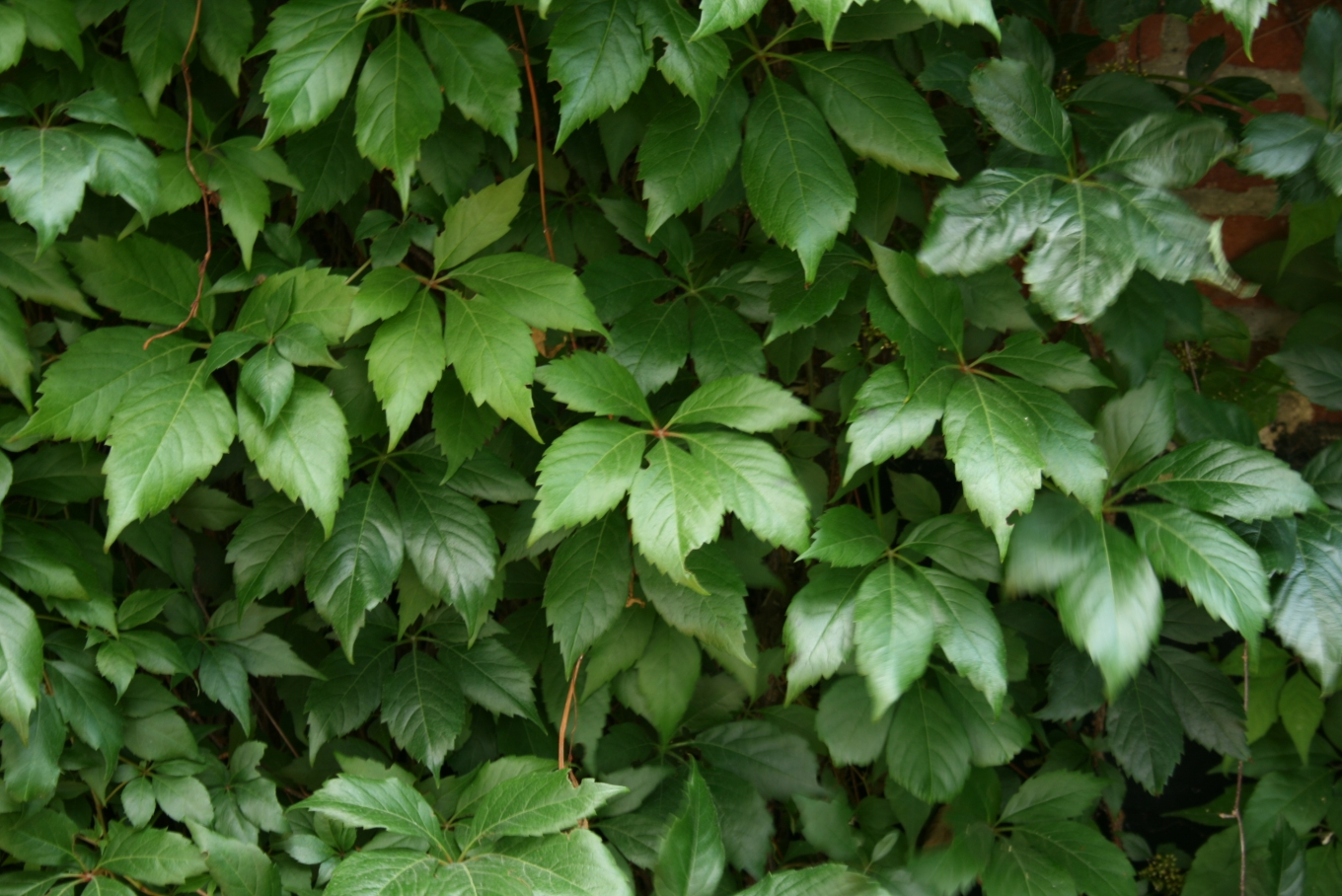
A levélzete
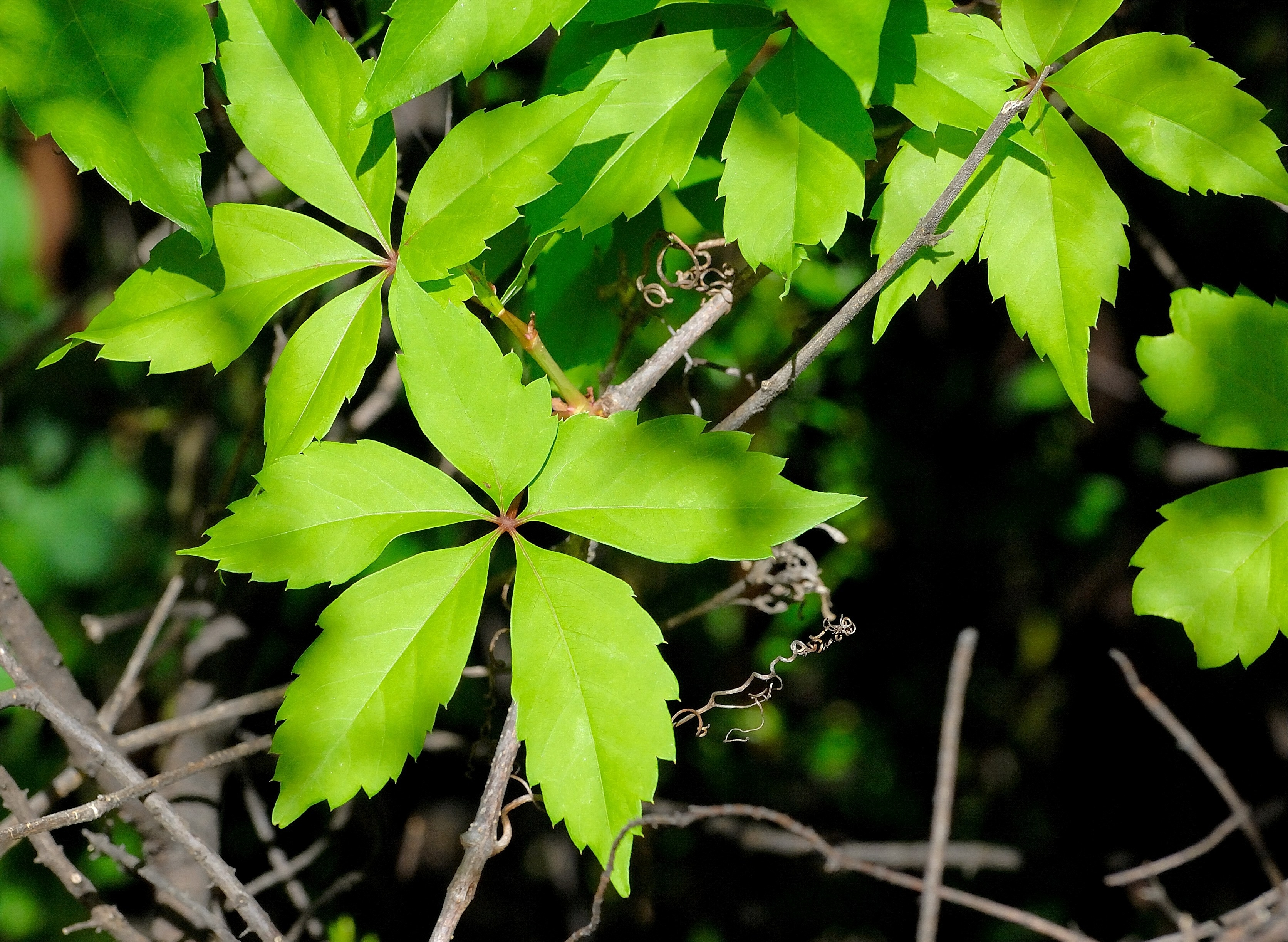
Levelei
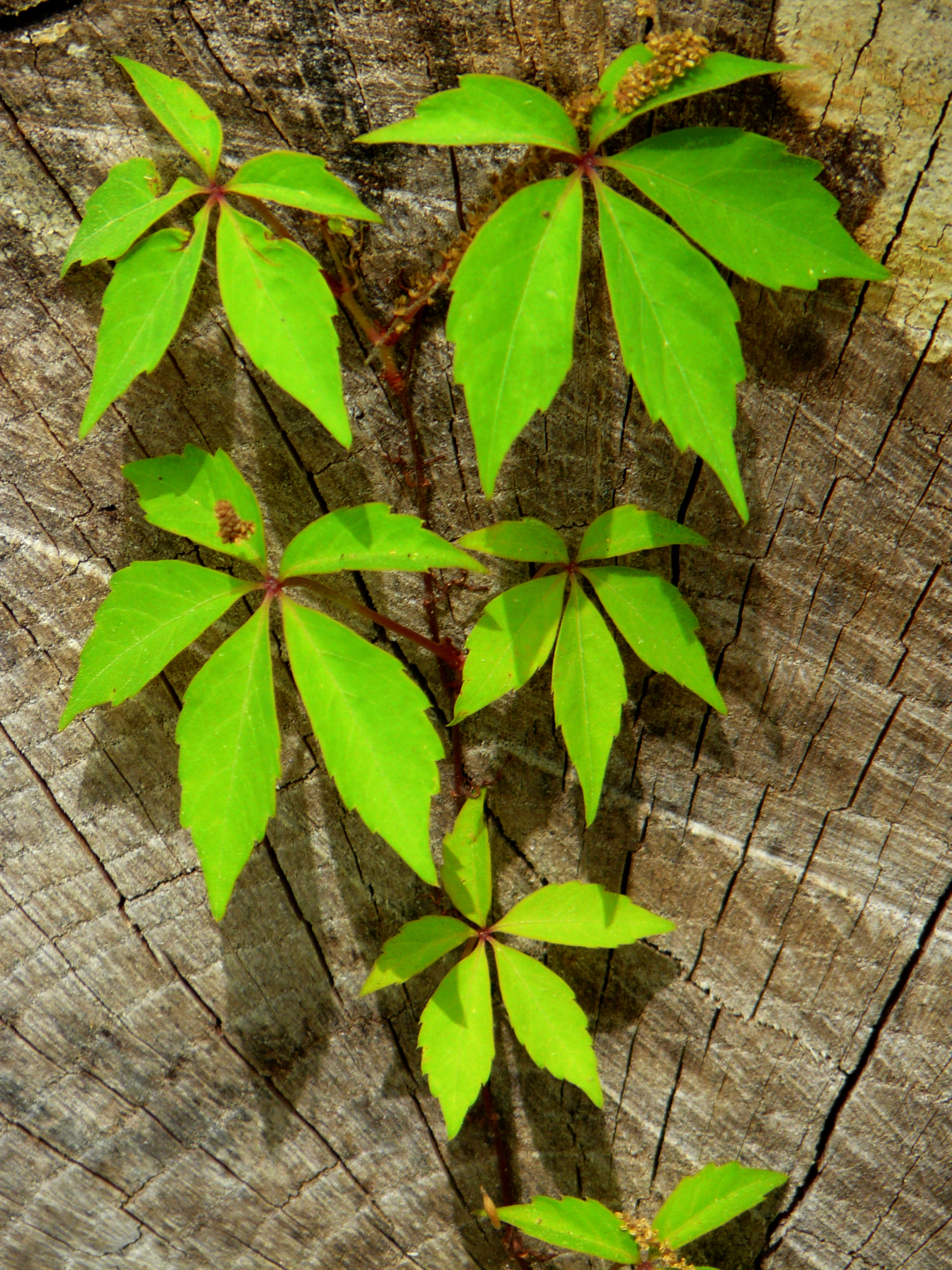
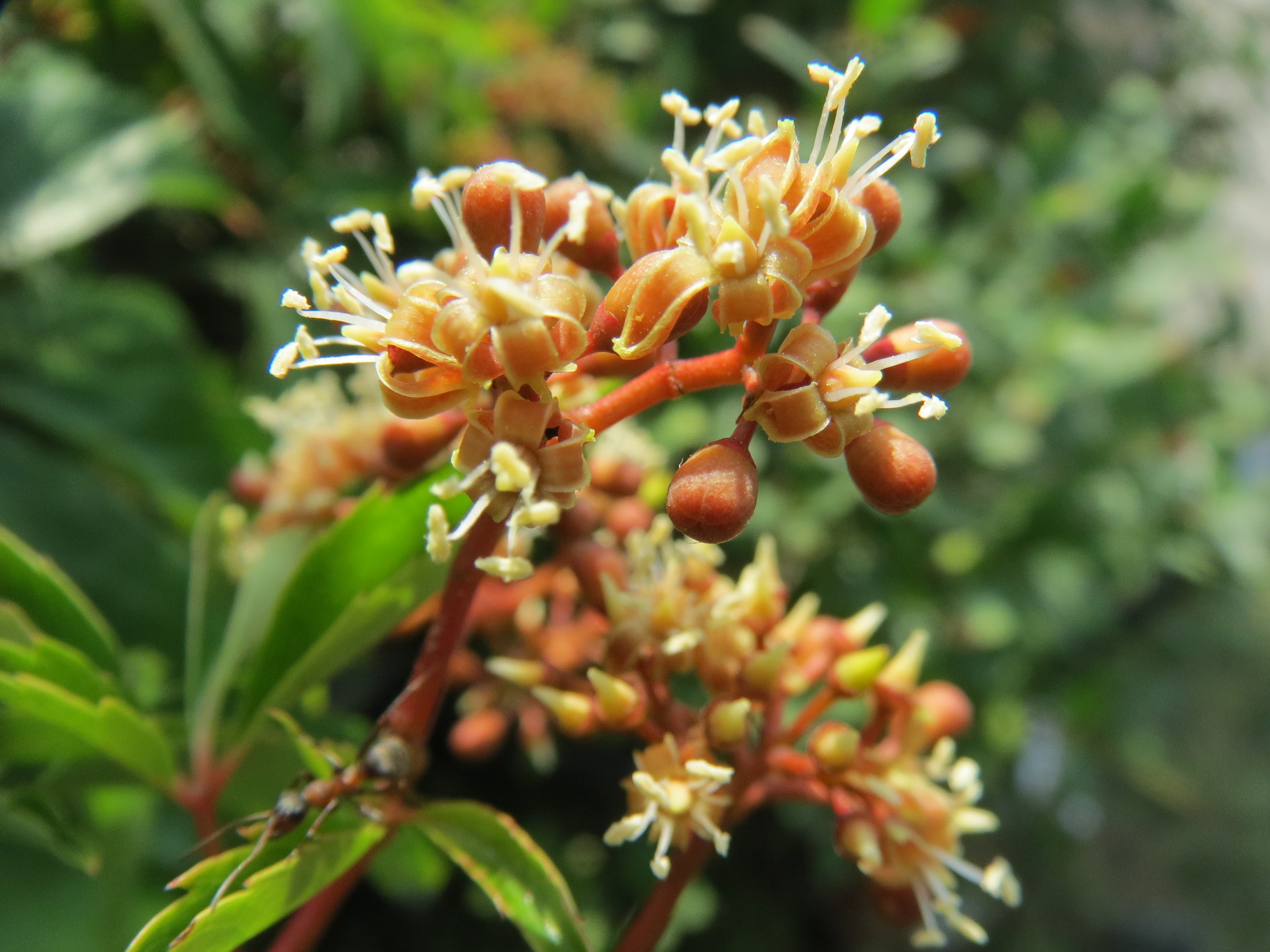
Virágai
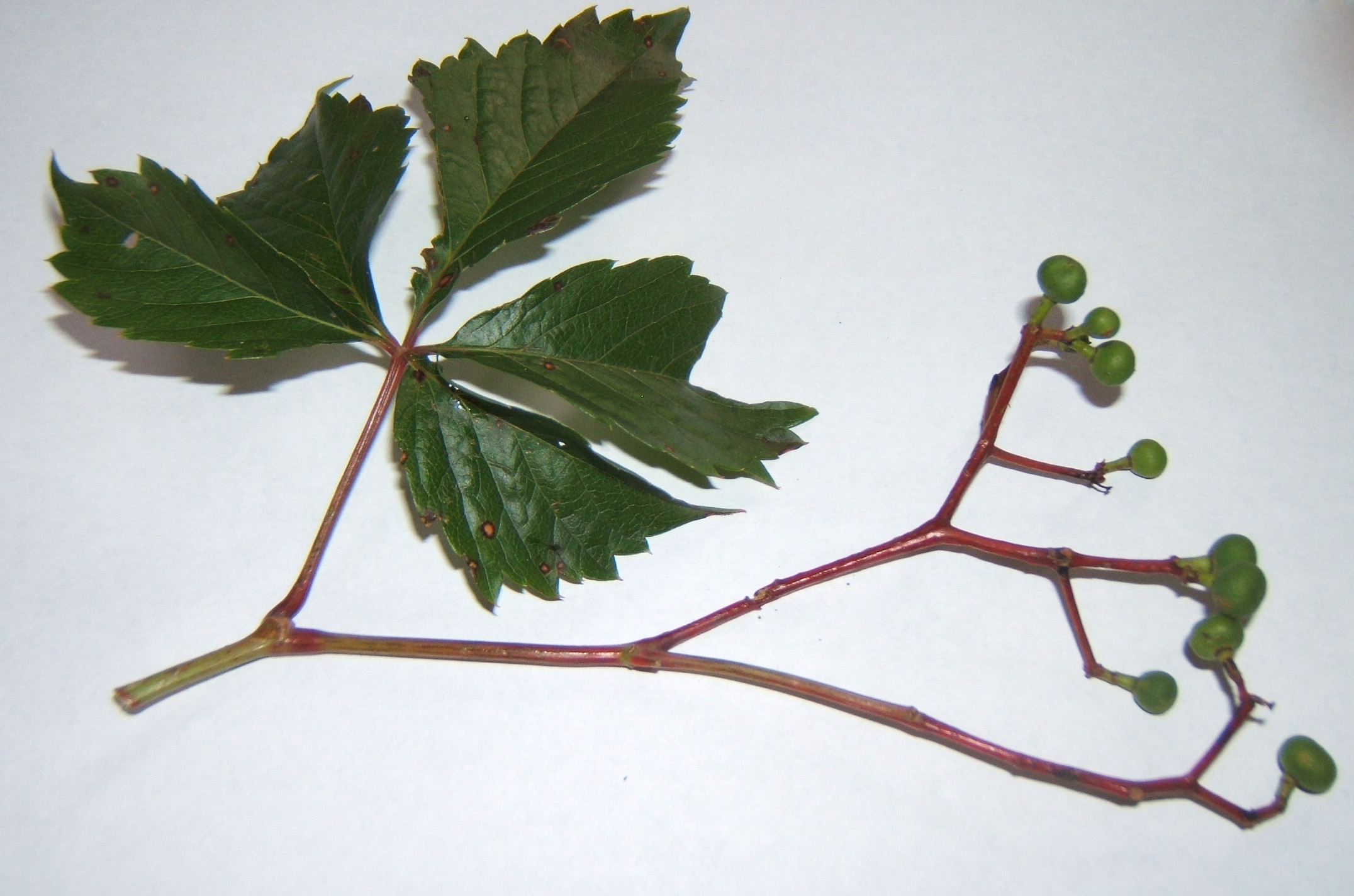
Éretlen bogyói
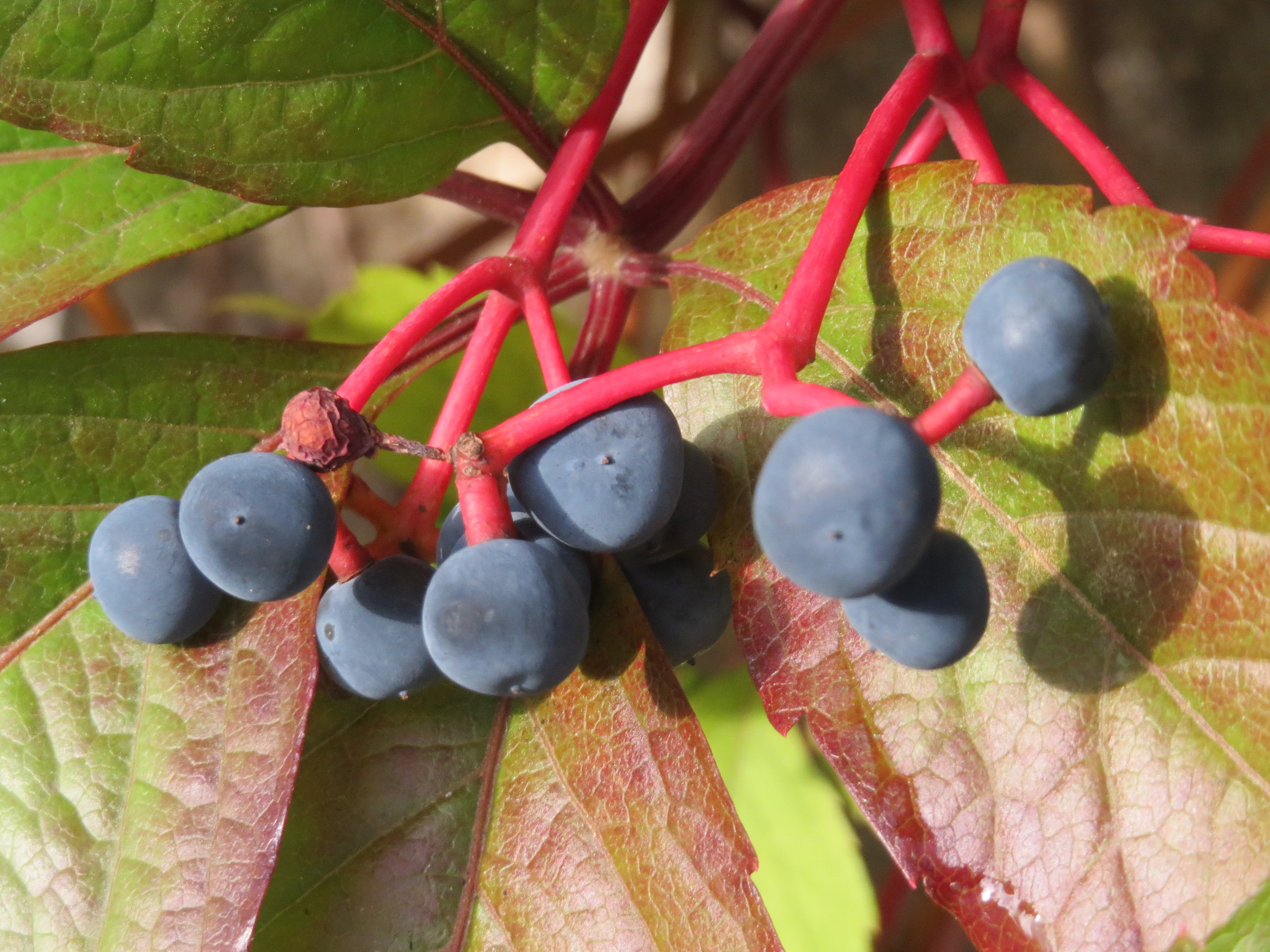
Érett bogyói
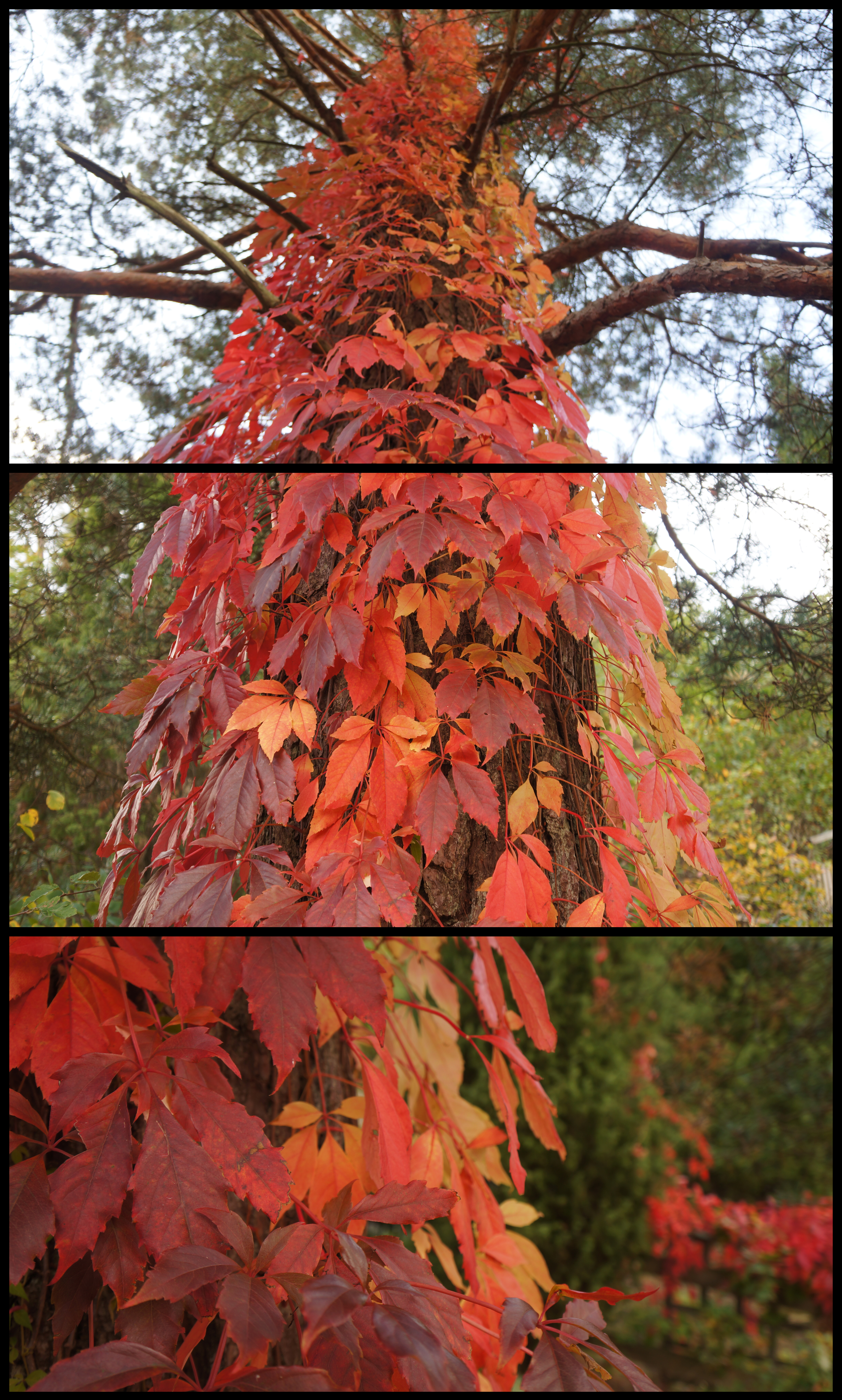
Őszi színezete
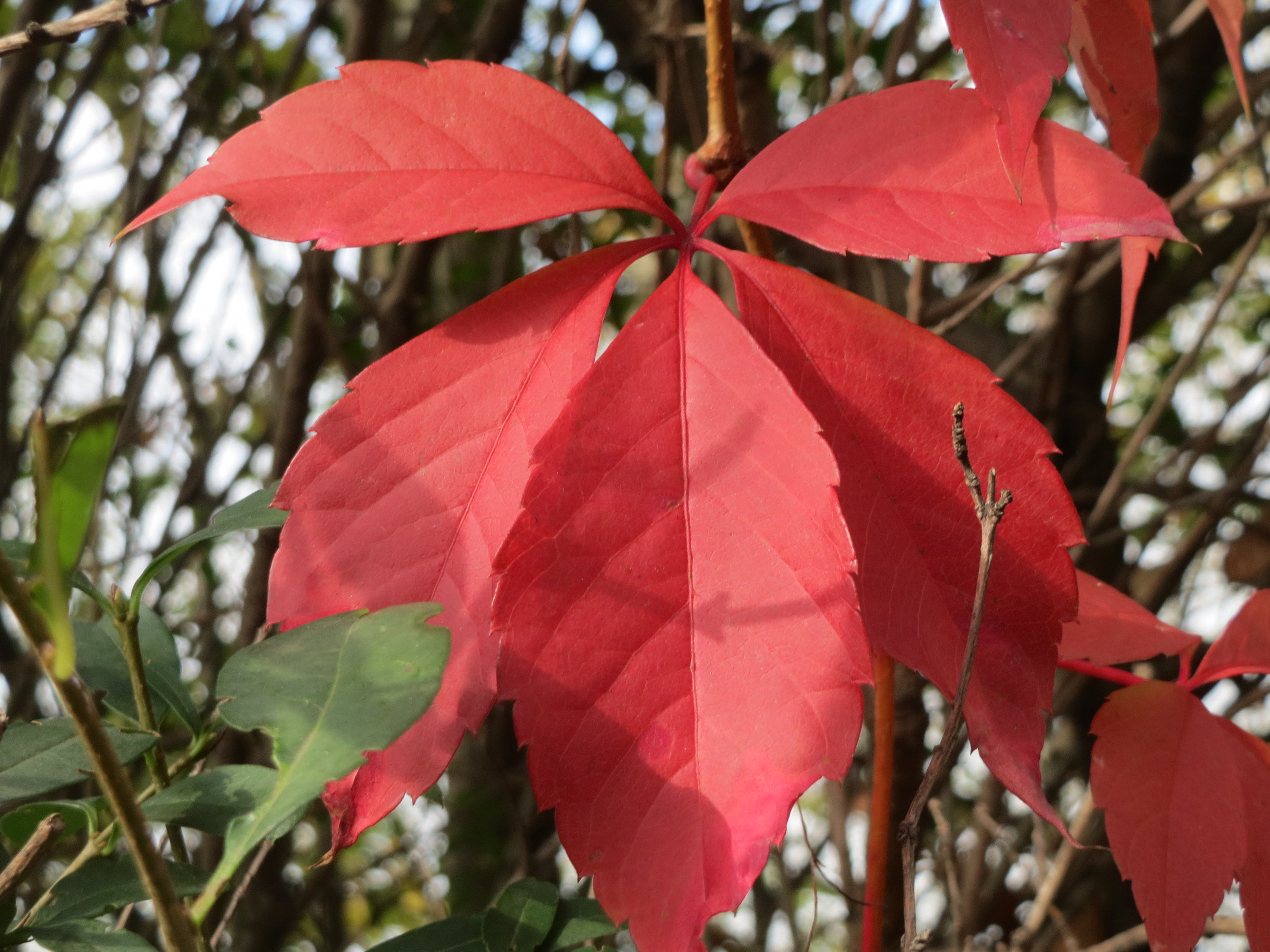